# Aki bújt (film, 2019)
Az Aki bújt (eredeti cím: Ready or Not) 2019-ben bemutatott amerikai horrorvígjáték, amelyet Guy Busick és R. Christopher Murphy forgatókönyvéből Matt Bettinelli-Olpin és Tyler Gillett rendezett. A film zenéjét Brian Tyler szerezte. A főbb szerepekben Samara Weaving, Adam Brody, Mark O'Brien, Henry Czerny, and Andie MacDowell látható.
Az Amerikai Egyesült Államokban 2019. augusztus 21-én a Walt Disney Studios Motion Pictures, míg Magyarországon egy nappal később, augusztus 22-én a Fórum Hungary forgalmazásában mutatták be a mozikban.

## Cselekmény
Grace ifjú menyasszony, aki házassága révén férje vagyonos, különc családjának legújabb tagjává válik. A család hagyományai szerint az esküvő éjszakáján részt kell vennie egy játékban, azonban azt túl későn tudja meg, hogy ez a játék életre-halálra megy.

## Szereplők
| Szereplő | Színész          | Magyar hang        |
| --- | ---------------- | ------------------ |
| Grace Le Domas | Samara Weaving   | Györfi Anna        |
| Daniel Le Domas | Adam Brody       | Előd Álmos         |
| Daniel fiatalon | Etienne Kellici  | Sándor Barnabás    |
| Alex Le Domas | Mark O'Brien     | Szatory Dávid      |
| Alex fiatalon | Chase Churchill  | Kelemen Noel       |
| Gabe | Ethan Tavares    | Kelemen Noel       |
| Tony Le Domas | Henry Czerny     | Mihályi Győző      |
| Becky Le Domas | Andie MacDowell  | Ráckevei Anna      |
| Helene Le Domas | Nicky Guadagni   | Menszátor Magdolna |
| Helena fiatalon | Elana Dunkelman  | Mezei Kitty        |
| Emilie Le Domas | Melanie Scrofano | Kis-Kovács Luca    |
| Charity Le Domas | Elyse Levesque   | Martinovics Dorina |
| Fitch Bradley | Kristian Bruun   | Mészáros Máté      |
| Stevens | John Ralston     | Lux Ádám           |
| Georgie | Liam MacDonald   | Mayer Marcell      |
| Justin | Nat Faxon        | Jakab Márk         |
| Clara | Hanneke Talbot   | Csuha Bori         |
| Charles | Andrew Anthony   | Kis Horváth Zoltán |
| Dora | Daniela Barbosa  | Kelemen Kata       |
| További magyar hangok |                  |                    |
| Bárány Virág, Bergendi Áron, Bordás János, Fehérváry Márton, Gyurin Zsolt, Lipcsey-Colini Borbála, Mohácsi Nóra, Szabó Andor, Törtei Tünde |                  |                    |

### Magyar változat
A szinkront a Mafilm Audio Kft. készítette.
- Felolvasó: Bozai József
- Magyar szöveg: Gáspár Bence
- Felvevő hangmérnök: Farkas László
- Rendezőasszisztens és vágó: Székely Daniella
- Gyártásvezető: Kincses Tamás
- Szinkronrendező: Nikodém Zsigmond